# Lugon-et-l'Île-du-Carnay
Lugon-et-l'Île-du-Carney redirige ici.
Pour les articles homonymes, voir Lugon.
Lugon-et-l'Île-du-Carnay, parfois écrit Lugon-et-l'Île-du-Carney, est une commune du Sud-Ouest de la France, située dans le département de la Gironde en région Nouvelle-Aquitaine.

## Géographie

### Localisation
Commune située au bord de la Dordogne, entre Libourne et Saint-André-de-Cubzac, à 35 km de Bordeaux.

### Communes limitrophes
Les communes limitrophes sont  Cadillac-en-Fronsadais, Izon, Saint-Germain-de-la-Rivière, Saint-Loubès, Saint-Romain-la-Virvée, Tarnès et Villegouge.
| Cadillac-en-Fronsadais | Tarnès                   | Villegouge                  |
| Saint-Romain-la-Virvée | Lugon-et-l'Île-du-Carnay | Saint-Germain-de-la-Rivière |
| Saint-Loubès           | Izon                     |                             |

### Climat
Pour des articles plus généraux, voir Climat de la Nouvelle-Aquitaine et Climat de la Gironde.
Historiquement, la commune est exposée à un climat océanique aquitain.  
En 2020, Météo-France publie une typologie des climats de la France métropolitaine dans laquelle la commune est exposée à un climat océanique et est dans la région climatique  Aquitaine, Gascogne, caractérisée par une pluviométrie abondante au printemps, modérée en automne, un faible ensoleillement au printemps, un été chaud (19,5 °C), des vents faibles, des brouillards fréquents en automne et en hiver et des orages fréquents en été (15 à 20 jours).
Pour la période 1971-2000, la température annuelle moyenne est de 13 °C, avec une amplitude thermique annuelle de 14,6 °C. Le cumul annuel moyen de précipitations est de 868 mm, avec 12,2 jours de précipitations en janvier et 6,3 jours en juillet. Pour la période 1991-2020, la température moyenne annuelle observée sur la station météorologique la plus proche, située sur la commune de Saint-Gervais à 12 km à vol d'oiseau, est de 13,9 °C et le cumul annuel moyen de précipitations est de 824,9 mm,. Pour l'avenir, les paramètres climatiques de la commune estimés pour 2050 selon différents scénarios d’émission de gaz à effet de serre sont consultables sur un site dédié publié par Météo-France en novembre 2022.

### Milieux naturels et biodiversité

#### Natura 2000
La Dordogne est un site du réseau Natura 2000 limité aux départements de la Dordogne et de la Gironde, et qui concerne les 104 communes riveraines de la Dordogne, dont Lugon-et-l'Île-du-Carnay,. Seize espèces animales et une espèce végétale inscrites à l'annexe II de la directive 92/43/CEE de l'Union européenne y ont été répertoriées.

#### ZNIEFF
Lugon-et-l'Île-du-Carnay fait partie des 102 communes concernées par la zone naturelle d'intérêt écologique, faunistique et floristique (ZNIEFF) de type II « La Dordogne »,, dans laquelle ont été répertoriées huit espèces animales déterminantes et cinquante-sept espèces végétales déterminantes, ainsi que quarante-trois autres espèces animales et trente-neuf autres espèces végétales.

## Urbanisme

### Typologie
Au 1er janvier 2024, Lugon-et-l'Île-du-Carnay est catégorisée bourg rural, selon la nouvelle grille communale de densité à sept niveaux définie par l'Insee en 2022.
Elle est située hors unité urbaine. Par ailleurs la commune fait partie de l'aire d'attraction de Bordeaux, dont elle est une commune de la couronne,. Cette aire, qui regroupe 275 communes, est catégorisée dans les aires de 700 000 habitants ou plus (hors Paris),.

### Occupation des sols

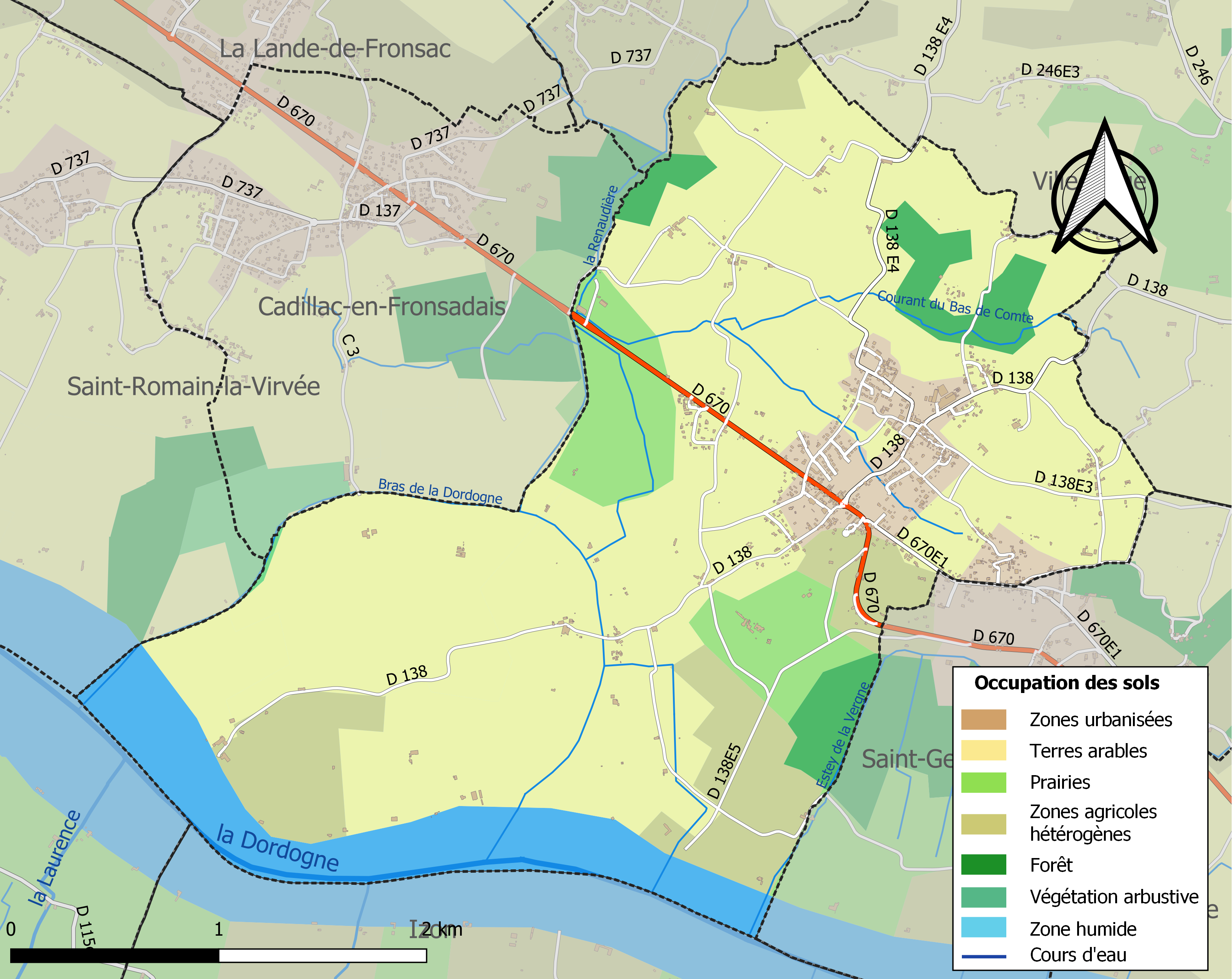
Carte des infrastructures et de l'occupation des sols de la commune en 2018 (CLC).

L'occupation des sols de la commune, telle qu'elle ressort de la base de données européenne d’occupation biophysique des sols Corine Land Cover (CLC), est marquée par l'importance des territoires agricoles (80,7 % en 2018), en diminution par rapport à 1990 (86,9 %). La répartition détaillée en 2018 est la suivante : 
cultures permanentes (51,5 %), zones agricoles hétérogènes (11,7 %), terres arables (10,3 %), eaux continentales (8,9 %), prairies (7,2 %), zones urbanisées (5,6 %), forêts (4,7 %), milieux à végétation arbustive et/ou herbacée (0,1 %). L'évolution de l’occupation des sols de la commune et de ses infrastructures peut être observée sur les différentes représentations cartographiques du territoire : la carte de Cassini (XVIIIe siècle), la carte d'état-major (1820-1866) et les cartes ou photos aériennes de l'IGN pour la période actuelle (1950 à aujourd'hui).

### Risques majeurs
Le territoire de la commune de Lugon-et-l'Île-du-Carnay est vulnérable à différents aléas naturels : météorologiques (tempête, orage, neige, grand froid, canicule ou sécheresse), inondations, mouvements de terrains et séisme (sismicité faible). Il est également exposé à un risque technologique, la rupture d'un barrage. Un site publié par le BRGM permet d'évaluer simplement et rapidement les risques d'un bien localisé soit par son adresse soit par le numéro de sa parcelle.

#### Risques naturels
La commune fait partie du territoire à risques importants d'inondation (TRI) de Libourne, regroupant les 20 communes concernées par un risque de submersion marine ou de débordement de la Dordogne, un des 18 TRI qui ont été arrêtés fin 2012 sur le bassin Adour-Garonne. Les événements significatifs aux XIXe et XXe siècles sont les crues de 1843 (6,80 m l'échelle de Libourne), de 1866 (6,40 m) et du 10 février 1944 (6,38 m) et du 27 décembre 1999 (6,36 m). Au XXIe siècle, les événements les plus marquants sont les crues de mars 2010 (5,55 m) et du 31 janvier 2014 (5,97 m). Des cartes des surfaces inondables ont été établies pour trois scénarios : fréquent (crue de temps de retour de 10 ans à 30 ans), moyen (temps de retour de 100 ans à 300 ans) et extrême (temps de retour de l'ordre de 1 000 ans, qui met en défaut tout système de protection). La commune a été reconnue en état de catastrophe naturelle au titre des dommages causés par les inondations et coulées de boue survenues en 1982, 1983, 1988, 1999, 2009 et 2021,.
Les mouvements de terrains susceptibles de se produire sur la commune sont des affaissements et effondrements liés aux cavités souterraines (hors mines) et des éboulements, chutes de pierres et de blocs. Par ailleurs, afin de mieux appréhender le risque d’affaissement de terrain, l'inventaire national des cavités souterraines permet de localiser celles situées sur la commune.

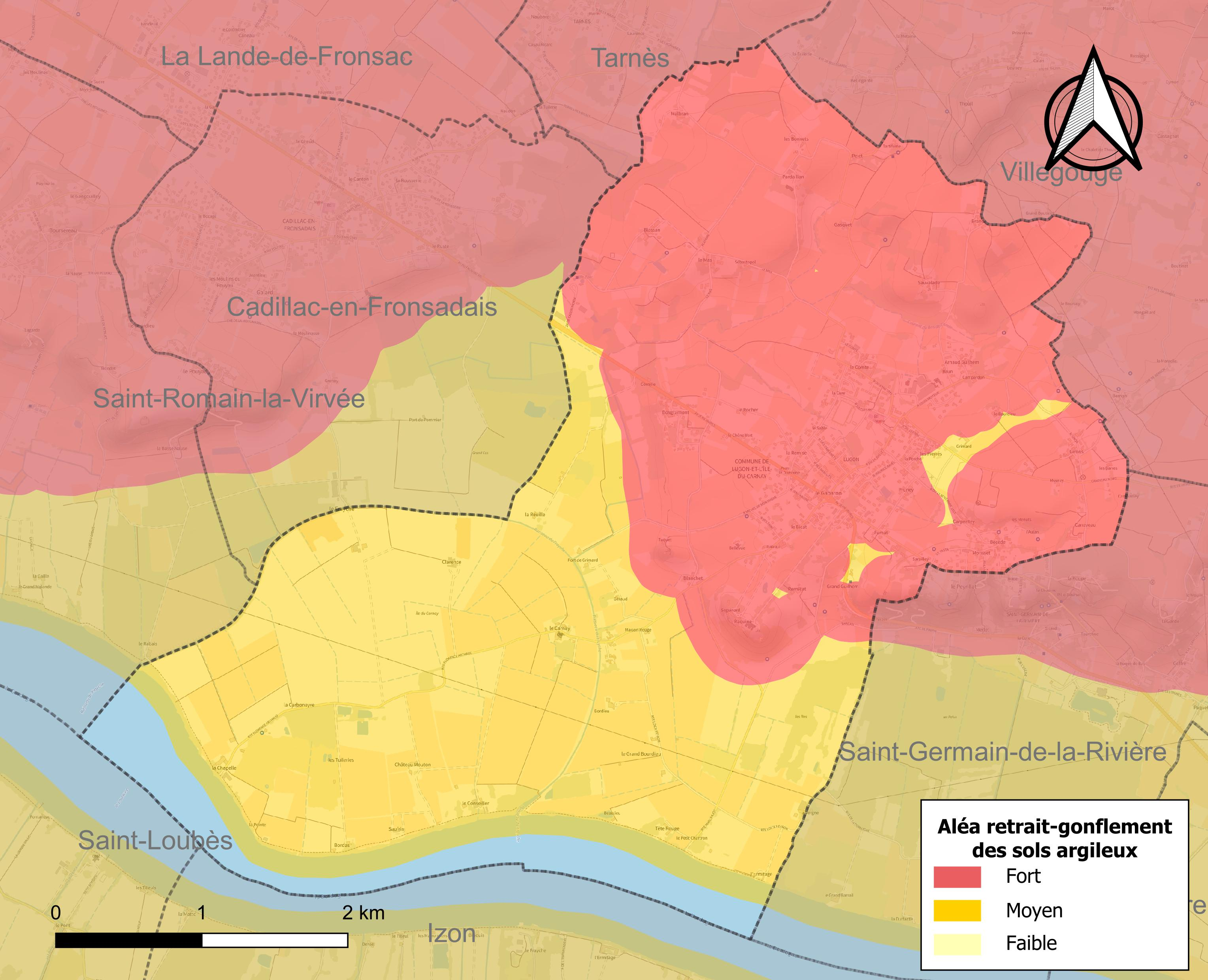
Carte des zones d'aléa retrait-gonflement des sols argileux de Lugon-et-l'Île-du-Carnay.

Le retrait-gonflement des sols argileux est susceptible d'engendrer des dommages importants aux bâtiments en cas d’alternance de périodes de sécheresse et de pluie. 94,6 % de la superficie communale est en aléa moyen ou fort (67,4 % au niveau départemental et 48,5 % au niveau national). Sur les 559 bâtiments dénombrés sur la commune en 2019,  559 sont en aléa moyen ou fort, soit 100 %, à comparer aux 84 % au niveau départemental et 54 % au niveau national. Une cartographie de l'exposition du territoire national au retrait gonflement des sols argileux est disponible sur le site du BRGM,.
Par ailleurs, afin de mieux appréhender le risque d’affaissement de terrain, l'inventaire national des cavités souterraines permet de localiser celles situées sur la commune.
Concernant les mouvements de terrains, la commune a été reconnue en état de catastrophe naturelle au titre des dommages causés par la sécheresse en 2005 et par des mouvements de terrain en 1999.

#### Risques technologiques
La commune est en outre située en aval du  barrage de Bort-les-Orgues, un ouvrage sur la Dordogne de classe A soumis à PPI, disposant d'une retenue de 477 millions de mètres cubes. À ce titre elle est susceptible d’être touchée par l’onde de submersion consécutive à la rupture de cet ouvrage.

## Toponyme
Le nom « Lugon-et-l'Île-du-Carnay » provient de la réunion de la paroisse de l’île du Carnay au village de Lugon en 1806.
Le toponyme Lugon dériverait du nom du dieu Celte Lug, racine fréquente dans un grand nombre de nom de communes françaises comme Lugasson, Lugos, Lugdunum, etc.
Cependant une controverse demeure voulant attribuer l'étymologie latine lucus aux origines de Lugon.[réf. nécessaire]
L'origine du nom « île du Carnay » est assez floue, l'île étant autrefois séparée des terres par un bras mort de la Dordogne, le nom Carnay est sans doute issu de l'occitan carner, signifiant charnier, ce nom peut faire référence à un violent combat qui s'est déroulé entre Gascons et Normands lorsque ces derniers envahirent la Gascogne au IXe siècle.

## Histoire
Il n'est pas rare de trouver au gré d'un labour quelques bifaces, grattoirs, pierres taillées du Paléolithique, et haches polies du Néolithique, de même, il subsiste quelques vestiges gallo-romains. Le territoire de la commune semble continuellement habité depuis la préhistoire, la configuration du terrain, les coteaux importants, les palus bordant le fleuve et le fleuve lui-même rendant la contrée sure.
Jusqu'à la Révolution de 1789, avant d'arriver à Libourne, les bateaux faisaient « quarantaine » au port de Lugon.

## Politique et administration
| Période                                  | Période  | Identité       | Étiquette             | Qualité |
| ---------------------------------------- | -------- | -------------- | --------------------- | --- |
| 1904                                     | 1929     | Édouard Eymond | Alliance démocratique | Conseiller général (1891-1928), député (1912-1924 & 1928-1932)                                                 |
|                                          |          | …              |                       | |
| mars 1973                                | 2020     | Michel Frouin  | PS                    | Retraité Fonction publique Conseiller général (1988-2015), président de la CC du canton de Fronsac (2003-2017) |
| 2020                                     | En cours | Michaël Cenni. |                       | Viticulteur |
| Les données manquantes sont à compléter. |          |                |                       | |

## Démographie
L'évolution du nombre d'habitants est connue à travers les recensements de la population effectués dans la commune depuis 1793. Pour les communes de moins de 10 000 habitants, une enquête de recensement portant sur toute la population est réalisée tous les cinq ans, les populations de référence des années intermédiaires étant quant à elles estimées par interpolation ou extrapolation. Pour la commune, le premier recensement exhaustif entrant dans le cadre du nouveau dispositif a été réalisé en 2004.

En 2022, la commune comptait 1 391 habitants, en évolution de +9,87 % par rapport à 2016 (Gironde : +6,91 %, France hors Mayotte : +2,11 %).
| 1793 | 1800 | 1806 | 1821 | 1831 | 1836 | 1841 | 1846 | 1851 |
| ---- | ---- | ---- | ---- | ---- | ---- | ---- | ---- | ---- |
| 829  | 756  | 869  | 708  | 887  | 862  | 845  | 891  | 854  |

| 1856 | 1861 | 1866 | 1872 | 1876 | 1881 | 1886 | 1891 | 1896 |
| ---- | ---- | ---- | ---- | ---- | ---- | ---- | ---- | ---- |
| 875  | 885  | 944  | 947  | 954  | 949  | 874  | 937  | 967  |

| 1901  | 1906 | 1911 | 1921 | 1926 | 1931 | 1936 | 1946 | 1954 |
| ----- | ---- | ---- | ---- | ---- | ---- | ---- | ---- | ---- |
| 1 000 | 981  | 947  | 887  | 849  | 867  | 870  | 822  | 833  |

| 1962 | 1968 | 1975 | 1982 | 1990  | 1999  | 2004  | 2006  | 2009  |
| ---- | ---- | ---- | ---- | ----- | ----- | ----- | ----- | ----- |
| 852  | 816  | 829  | 973  | 1 026 | 1 000 | 1 049 | 1 049 | 1 105 |

| 2014  | 2019  | 2022  | - | - | - | - | - | - |
| ----- | ----- | ----- | - | - | - | - | - | - |
| 1 195 | 1 346 | 1 391 | - | - | - | - | - | - |

## Économie
Lugon est une commune essentiellement rurale dont l'activité principale est la viticulture.
Sa cave coopérative, créée en 1937, regroupe 180 exploitants pour une production de 60 000 hl, elle s'étend sur cinq appellations : Canon-fronsac (AOC), Fronsac (AOC), Bordeaux (AOC), Bordeaux supérieur (AOC), Bordeaux clairet (AOC).
La superficie viticole de la commune est de 865 hectares pour une superficie totale de 1094 hectares.
Malgré sa faible population et la proximité de villes importantes, Libourne à seulement dix kilomètres et Saint-André-de-Cubzac à huit, la commune a su protéger ou se doter d'un commerce local dynamique, pharmacie, salon de beauté, informatique et tous les commerces de proximité classiques en plus de structures publiques de qualité et modernes, piscine, bibliothèque, stade...

## Culture locale et patrimoine

### Lieux et monuments
| - L'église St Genès - Le tympan roman |

- L’église Saint-Genès apparaît en 1170 comme dépendance de l’abbaye de Guîtres[38]. Les petits moellons disposés en lit sur la base du mur méridional sont les seuls vestiges de l’église romane primitive.

Au XIIe siècle, l’abside est construite, la nef est agrandie. Le portail est décoré d'un tympan sculpté : le Christ entre les symboles des quatre Évangélistes selon l’Apocalypse (la Tétramorphe).
Le tympan de l’église Saint-Genès est probablement contemporain de celui l'église Saint-Pierre de La Lande-de-Fronsac.
Ce tympan a été déplacé lors de la construction du nouveau clocher. Il est aujourd’hui visible dans ce clocher, au-dessus de la porte ouvrant sur la nef.
 Le tympan de l’église de Lugon-et-l’Île-du-Carney est classé à l’inventaire des Monuments historiques.
L’abside est fortifiée au XVe siècle pendant les Guerres de religion. On trouve les restes d'une échauguette sur le mur nord.
En 1836, l’ancien clocher, situé au sud, est remplacé par un nouveau placé à l’ouest de la nef.
- L'église Notre-Dame de l'île du Carnay, dite la Vieille Chapelle. Désaffectée, elle est incorporée dans un château viticole en bord de Dordogne.
- 'Le château de Pardaillan[40].

Lorsque Léo Drouyn visite, en 1868, le château de Pardaillan, les travaux de restauration sont achevés et il n'est pas très différent du château actuel. De grands travaux de restauration, vers 1860, ont profondément modifié son allure et son plan primitif, le dessin qu'en a laissé Léo Drouyn témoigne uniquement du pittoresque de sa façade méridionale, dû à sa composition.
Les deux tours saillantes, coiffées en poivrière, avaient à l'origine une fonction défensive militaire. À l'angle des toitures à haut comble et deux versants, les pignons aigus s'ornent sur leurs rampants de sculptures à crochets ; on distingue même un petit animal accroupi.
La partie arrière du château de Pardaillan, au nord, porte une tour ronde qui contient l'escalier qui dessert les étages. De grandes fenêtres à meneaux qui l'entourent témoignent d'une construction du XVe siècle.
De belles sculptures et moulures montrent « des raffinements décoratifs qui indiquent que Pardaillan était une demeure de prestige » (J. Lacoste).
Le château de Neyrac devient château de Pardaillan à la suite de son acquisition en 1475 par Grimont de Gassies, jurat de Bordeaux.
C'est par le mariage de Marie de Gassies, dame de Pardaillan, petite-fille de Grimont de Gassies, avec Geoffroy d'Aulède, seigneur de Castelmoron que le château de Pardaillan entre, le 28 juillet 1568, dans la grande famille d'Aulède, il y restera jusqu'à la Révolution.
Pour l'anecdote, après le décès de son épouse, Geoffroy d'Aulède se remarie avec Jacquette de Lestonnac, sœur de sainte Jeanne de Lestonnac et nièce de Michel de Montaigne.
Le château et ses terres sont vendus comme biens nationaux le 16 messidor an II (4 juin 1794).

### Personnalités liées à la commune
Édouard Eymond fut élu maire de la commune de Lugon en 1904, 1908, 1912, 1919 et 1925.

### Héraldique
| Blason de Lugon-et-l'Île-du-Carnay | Blason  | D'or à la grappe de raisin tigée de gueules, feuillée, à dextre de deux pièces de sinople, à la rivière en fasce ondée d’azur brochant sur le tout. |
| Blason de Lugon-et-l'Île-du-Carnay | Détails | Le statut officiel du blason reste à déterminer. |